# I. Vital Michele
I. Vital Michele (vagy másképpen: Vitale Michiel), (?, 11. század – ?, 1102) volt Velence élén a harmincharmadik dózse. Alig hét éven keresztül tartó uralkodása az egyik legjelentősebb volt a köztársaság történelme folyamán. Nevét az idők múlásával a velenceiek a keresztes háborúkkal kötötték össze. Ezen felül minden erejéből megpróbált különleges kereskedelmi jogokat és előnyöket kiharcolni Velence számára Európa számos területén.

## Élete a velencei trón előtt
A velencei krónikások úgy emlékeznek meg Vital Michele családjáról, mint akik a tizenkét úgynevezett apostoli család leszármazottjai. Ezt erősítette, amikor feleségül vette Felicia Cornert, az egyik legbefolyásosabb velencei kereskedőcsalád tagját. Egyes korabeli feljegyzések szerint a magyarországi Esztergomban született, amikor apja egy kereskedelmi szerződés megkötéséért a szomszédos állam fővárosába érkezett. 

Elődjéhez, Vital Faliero de'Donihoz hasonlóan ő is nagy szerepet szánt a köztársasági intézményeknek, és uralkodásának legnagyobb döntéséhez is segítségül hívta a város vezetőit. Ennek megfelelően ő is a dózsét segítő tanács egyik tagja volt, akit elődje halála után nagyrészt a tanács támogatásának köszönhetően választottak meg Velence dózséjának. Az új dózse azonban sokkal inkább érdekelt volt a sikeres kereskedelemben, mint elődje.

## Dózseként a Serenissima élén

### Vita a nagygyűlésben
1095-ben Clermont-ban II. Orbán pápa zsinatot hívott össze, amelynek legfontosabb rendelkezése értelmében a keresztény államoknak segíteniük kell a Szent Széket, hogy a bibliai területek, a Szentföld ismét keresztény uralom alá kerüljön. A pápai követeket Itáliában Bouillon Gottfried is támogatta. A francia nemes kísérete Velencében is felkérte a dózsét, hogy vegyen részt a nagyszabású hadjáratban.
Vital összehívta a Consiglio Minortól is szélesebb alapokra építő Nagygyűlést, amelyen megkérdezte a velenceieket arról, hogy érdemes-e belevágni a hadi vállalkozásba. A gyűlés sokáig vitatkozott a kérdésről, hiszen 1096-ban híre ment, hogy az első európai seregek útnak indultak kelet felé, és a város nagy riválisai Genova és Pisa is részt vett a hadi vállalkozásban. De Velencének még nem állt készen a flottája egy ekkora útra, ráadásul a gyűlés nem látta a szent háború gazdasági előnyeit. Ezen felül az útnak politikai hatásai lettek volna a Velencei Köztársaságra. Végül a gyűlés elvetette a hadi vállalkozás lehetőségét.
Mindezek ellenére a dózse fejleszteni kezdte a velencei flottát, és hamarosan kiderült, nem is minden alap nélkül. Az elkövetkezendő években ugyanis olyan hírek érkeztek a keleti hadjáratról, hogy a genovaiak és a pisaiak 120 hadihajója fontos kikötőket foglalt el a Földközi-tenger keleti partvidékén. Ez egyrészt meggátolta, hogy velencei hajók kereskedjenek vagy akár csak horgonyozzanak ott, másrészt gazdag rakománnyal tértek vissza Itáliába. A nagygyűlést újra összehívta Vital, amelyen már minden résztvevő egyetértett abban, hogy Velencének is ki kell vennie részét a fontos keresztény hadjáratból. Bár a vallásosság mögött a szomszédos városállamok túlzott gazdasági térnyerésének visszaszorítása állt. A gyűlés elhatározta, hogy 1099 júliusában 207 hajóból álló kereskedelmi és hadi flotta indulhat útnak a Szentföld felé. A hatalmas méretű hajóhad parancsnokának a dózse fiát, Giovannit és Olivolo püspökét, Enrico Contarinit tették meg.

### Irány Szentföld
A soha nem látott flotta tehát 1099 nyarán útnak indult kelet felé. A hajóhad vezetőit cseppet sem érdekelte a Laterán által olyan magasztosan hirdetett túlvilági dicsőség, annál inkább a gazdagodás és gyarapodás lehetősége. Decemberben a flotta elérte Rodosz partvidékét, amelyet egy genovai flotta tartott ellenőrzése alatt. A túlerőben lévő velenceiek megtámadták a rivális hajókat, majd azok zsákmányának elrablása után elsüllyesztették Genova fő flottáját. Ezek után a szigetet támaszpontként használva több görög szigetet, Ciprust és a kis-ázsiai partvidéket is igyekeztek a Serenissima befolyása alá vonni.

A parancsnokság úgy döntött, hogy 1100 tavaszán végleg Szentföld felé veszik az irányt. Eközben Bouillon Gottfried és serege megkezdte Jeruzsálem ostromát. De a francia hadúrnak egyre nagyobb nehézségbe ütközött az ostrom sikeres befejezése, ugyanis a genovai flotta elsüllyedtével egyedül a pisaiak álltak Bouillon segítségére, de hamarosan ők is faképnél hagyták a keresztény sereg vezérét. Ekkor érkezett meg a keleti partokra a velencei flotta, amely bizonyos kikötések mellett hajlandó volt támogatni Bouillon ostromát, majd elismerte őt Jeruzsálem királyának. Az újdonsült uralkodó súlyos megállapodást kötött Velence képviselőivel, ugyanis a szerződésben kikötötték, hogy a keresztes hadak ellátását egyedül a velencei kereskedők oldhatták meg. Ezen kívül Gottfried király garantálta a velencei flotta kereskedelmi előjogait minden területre, amelyre a keresztesek ráteszik kezüket. Ezen városokban, kikötőkben vagy országrészekben a velencei kereskedők teljes adó- és vámmentességet élvezhettek. Hamarosan kereskedőnegyedek épültek fel a Közel-Kelet számos városában. Haifában, Jaffában, Mirában és Szíria partmenti vidékein igen gazdag kereskedőtelepek alakultak ki.
Hamarosan a Velence által szinte uralt Mirából Szent Miklós relikviáit is átszállították az Adria partján álló városba. A dózse ugyanis úgy vélekedett, hogy ha a Szent Márk-bazilika méltó relikviákat kapott, akkor Velence első templomának, a Szent Miklós-templomnak is kijár ez a tisztesség. Velence kereskedőcsaládjai olyan hatalmas vagyonra tettek szert ebben az időszakban, hogy Európa legtöbb uralkodójának kincstárát lepipálhatták volna. A fellendülő gazdaság kiemelkedő uralkodóvá tette Vitalt.

### Itáliai előny
A hatalmas keleti kereskedőtelepek mellett a dózse igyekezett biztosítani az itáliai befolyás növelését is, hiszen a hazai területeken komoly versenytársakkal kellett számolnia a velencei kereskedőknek. Több háborút is vívott a szomszédos Toszkána ellen Ferrara birtoklásáért. Matild, toszkánai hercegnő csapatai nem bírták az egyre gazdagabb velencei sereg nyomását, és végül 1101-ben feladták a harcot. Ezzel a kereskedőváros hatalma immár Itália belső részeire is kiterjedt.
A nagy dózse 1102-ben halt meg természetes halállal. Testét felesége mellett, a Szent Márk bazilika árkádjában helyezték örök nyugalomra.